# Macro (cognomen)
Macro was een cognomen in het Romeinse Rijk.
Beroemde dragers van dit cognomen zijn:
- Quintus Naevius Sutorius Macro, praefectus praetori.